# Hoa Nam, Giai Mộc Tư
Hoa Nam (chữ Hán giản thể: 桦南县, âm Hán Việt: Hoa Nam huyện) là một huyện thuộc địa cấp thị Giai Mộc Tư, tỉnh Hắc Long Giang, Cộng hòa Nhân dân Trung Hoa. Huyện này có diện tích 4416 km², dân số 450.000 người. Mã số bưu chính của Hoa Nam là 154400. Chính quyền nhân dân huyện Hoa Nam đóng tại trấn Hoa Nam. Huyện này được chia thành 6 trấn, 13 hương. 
- Trấn: Hoa Nam, Mạnh Gia, Diêm Gia, Thổ Long Sơn, Đà Yêu Tử, Thạch Đầu Hà..
- Hương: Khánh Phát, Dân Chủ, Lợi Thụ, Liễu Mao Hà, Công Tâm Tập, Nhị Đạo Câu, Tam Hợp, Ngũ Đạo Cương, Kim Sa, Minh Nghĩa, Đại Bát Lãng, Bát Hổ Lực, Hạnh Phúc.